# NGC 6695
NGC 6695 (другие обозначения — PGC 62296, UGC 11340, MCG 7-38-18, ZWG 228.23, KARA 858, IRAS18410+4018) — спиральная галактика с перемычкой (SBb) в созвездии Лира.
Этот объект входит в число перечисленных в оригинальной редакции «Нового общего каталога».